# Phaonia katoi
Phaonia katoi este o specie de muște din genul Phaonia, familia Muscidae, descrisă de Shinonaga și Tadao Kano în anul 1971. Conform Catalogue of Life specia Phaonia katoi nu are subspecii cunoscute.